# Halloween Kills
Halloween Kills (prt: Halloween Mata; bra: Halloween Kills: O Terror Continua) é um filme americano, dirigido por David Gordon Green e escrito por Green, Danny McBride e Scott Teems. É uma continuação de Halloween de 2018 e a décima segunda sequência da série de filmes Halloween. O filme é estrelado por Jamie Lee Curtis e Nick Castle, reprisando seus papéis como Laurie Strode e Michael Myers, com James Jude Courtney também interpretando Myers. Judy Greer, Andi Matichak, Dylan Arnold, Kyle Richards, Charles Cyphers e Nancy Stephens repente seus papéis nos filmes de 2018 e 1978. O filme é produzido por Jason Blum através de seu estúdio, a Blumhouse Productions, ao lado de Malek Akkad e Bill Block.
Antes do lançamento do filme de 2018, McBride em junho de 2018 confirmou que ele e Green pretendiam lançar dois filmes que seriam filmados consecutivamente, e depois decididos contra, esperando para ver a reação ao primeiro filme. Em fevereiro de 2019, Teems foi contratado para co-escrever o roteiro. O título do filme foi anunciado em julho de 2019, juntamente com sua sequela. As filmagens ocorreram em setembro de 2019 em Wilmington, na Carolina do Norte.
Halloween Kills foi lançado nos Estados Unidos em 15 de outubro de 2021, pela Universal Pictures. Uma sequência, Halloween Ends, está programada para ser lançado em 14 de outubro de 2022.

## Sinopse
Laurie Strode acredita que enfim venceu a luta contra Michael Myers, mas é surpreendida pelo seu retorno. Determinada a pôr um ponto final em seus ataques, ela e outros sobreviventes decidem enfrentá-lo e acabar com o ciclo de uma vez por todas

## Elenco
- Jamie Lee Curtis como Laurie Strode
- Nick Castle e James Jude Courtney como Michael Myers / The Shape
- Tom Jones, Jr. (dublado por Colin Mahan) como Dr. Samuel Loomis
- Judy Greer como Karen Nelson
- Andi Matichak como Allyson Nelson
- Anthony Michael Hall como Tommy Doyle
- Kyle Richards como Lindsey Wallace
- Dylan Arnold como Cameron Elam
- Robert Longstreet como Lonnie Elam
  - Tristian Eggerling como Lonnie Elam (jovem)
- Scott MacArthur como Big John
- Michael McDonald como Little John
- Charles Cyphers como Leigh Brackett
- Nancy Stephens como Marion Chambers
- Omar Dorsey como xerife Barker
- Brian F. Durkin como deputado Graham
- Carmela McNeal como Vanessa
- Michael Smallwood como Marcus
- Ryan Lewis como deputado Sullivan
- Jibrail Nantambu como Julian Morrisey
- Salem Collins como Christy
- Giselle Witt como Mindy
- J. Gaven Wilde como Dennis
- Charlie Benton como oficial Richards
- Diva Tyler como Sondra
- Mike Dupree como ele mesma

## Produção

### Desenvolvimento
Em junho de 2018, Danny McBride confirmou que ele e David Gordon Green haviam originalmente planejado lançar dois filmes que seriam filmados consecutivamente e depois decidiram contra isso, esperando para ver a reação ao primeiro filme: 
"Íamos filmar dois deles consecutivos. Então pensamos: 'Bem, não vamos nos antecipar. Isso poderia acontecer, e todo mundo poderia odiar-nos, e nunca mais voltaríamos a trabalhar. Então, não vamos ter de ficar sentados um ano enquanto esperamos que saia outro filme de que sabemos que as pessoas não vão gostar'. Então, nós pensámos: "Vamos aprender com isto, e ver o que funciona, e o que não funciona. Mas definitivamente temos uma ideia de para onde iríamos [com] este ramo da história e esperamos ter uma chance de fazê-lo."
Em setembro de 2018, o produtor Jason Blum disse que "faremos uma sequela se o filme se apresentar". Em outubro de 2018, após o fim de semana de abertura do filme, McBride confirmou que o desenvolvimento inicial de uma sequela havia começado.
Em fevereiro de 2019, o website, Collider, confirmou com exclusividade que Scott Teems estava em negociações para escrever o roteiro, tendo colaborado com a Blumhouse Productions em vários projetos em desenvolvimento. Blum, Malek Akkad e Bill Block voltarão como produtores, enquanto Jamie Lee Curtis, Judy Greer e Andi Matichak retornaram com seus papéis.

### Pré-produção
Em junho de 2019, foi relatado que uma sequência começará a ser filmada em setembro de 2019, com Green retornando para escrever o roteiro e dirigir, e Curtis, Greer e Matichak retornando aos seus papéis do filme de 2018. Em 19 de julho de 2019, a Universal Pictures revelou os títulos e as datas de lançamento de duas sequências: Halloween Kills, com lançamento previsto para 16 de outubro de 2020, e Halloween Ends, com lançamento previsto para 15 de outubro de 2021. Green vai dirigir ambos os filmes e co-escrever os roteiros com McBride, e Curtis vai retomar seu papel em ambos os filmes. Teems foi confirmada como co-escritor de Halloween Kills, enquanto Paul Brad Logan e Chris Bernier foram anunciados como co-escritores de Halloween Ends.
O elenco extra foi anunciado no final de agosto de 2019.

### Escolha de elenco
Em 26 de julho de 2019, foi confirmado que Nick Castle voltará para as duas sequências em algumas cenas, como Michael Myers e James Jude Courtney novamente interpretando Myers na maioria dos filmes. Em 26 de agosto de 2019, foi anunciado que Anthony Michael Hall se juntaria ao elenco como Tommy Doyle, personagem retratado por Brian Andrews no filme original de 1978. Paul Rudd, que interpretou Doyle em Halloween: The Curse of Michael Myers, foi convidado para reprisar seu papel, mas recusou porque não estava disponível devido a seus compromissos com Ghostbusters: Afterlife.
Em 30 de agosto de 2019, foi anunciado que Kyle Richards iria repetir o seu papel como Lindsey Wallace do filme original. Em agosto de 2019, Charles Cyphers foi citado para repetir seu papel como xerife Leigh Brackett a partir do filme original e sua sequência de 1981. Em 5 de setembro de 2019, foi informado que Robert Longstreet interpretaria Lonnie Elam, um personagem do filme original. Em 27 de setembro de 2019, Nancy Stephens, que interpretou a enfermeira Marion Chambers no filme original e suas sequências Halloween II e Halloween H20: 20 Years Later, foi escalada para reprisar seu papel.

### Filmagens
Em 19 de julho de 2019, um porta-voz da Blumhouse Productions confirmou que Halloween Kills e sua sequência Halloween Ends começará a ser produzido e filmado em Wilmington, na Carolina do Norte, ao mesmo tempo. O filme começou as filmagens em 16 de setembro de 2019.
De acordo com uma licença de filmagem obtida na cidade, haverá uma cena de repórter de notícias dando informações atualizadas sobre os eventos do filme de 2018. As filmagens em Wilmington nos dias 20 a 21 de setembro envolveram uma cena de naufrágio de carros. Filmagens adicionais incluíram cenas simuladas de tiroteio em 27 de setembro, 30 de setembro e 1 de outubro.
As filmagens adicionais ocorreram em 16 de outubro de 2019. Terminando em 3 de novembro de 2019, com a sequência programada para janeiro de 2020.

## Divulgação
Em 31 de outubro de 2019, Jamie Lee Curtis postou um vídeo de 20 segundos mostrando as filmagens do filme, terminando com Curtis dizendo para a câmera com os braços ensanguentados e numa maca: "Feliz dia das bruxas".

## Recepção
No agregador de críticas Rotten Tomatoes, que categoriza as opiniões apenas como positivas ou negativas, o filme tem um índice de aprovação de 42% calculado com base em 122 comentários dos críticos que é seguido do consenso: "Halloween Kills deve satisfazer os fãs em busca de emoções violentas de terror, mas em termos de avanço da franquia, é um pouco menos do que a soma de suas partes sangrentas."
 Já no agregador Metacritic, com base em 41 opiniões de críticos que escrevem em maioria para a imprensa tradicional, o filme tem uma média aritmética ponderada de 42 entre 100, com a indicação de "revisões mistas ou neutras".

## Sequência
Em 19 de julho de 2019, o filme foi anunciado juntamente com uma sequência, Halloween Ends, com data de lançamento para 14 de outubro de 2022.